# Sikkilsdalen

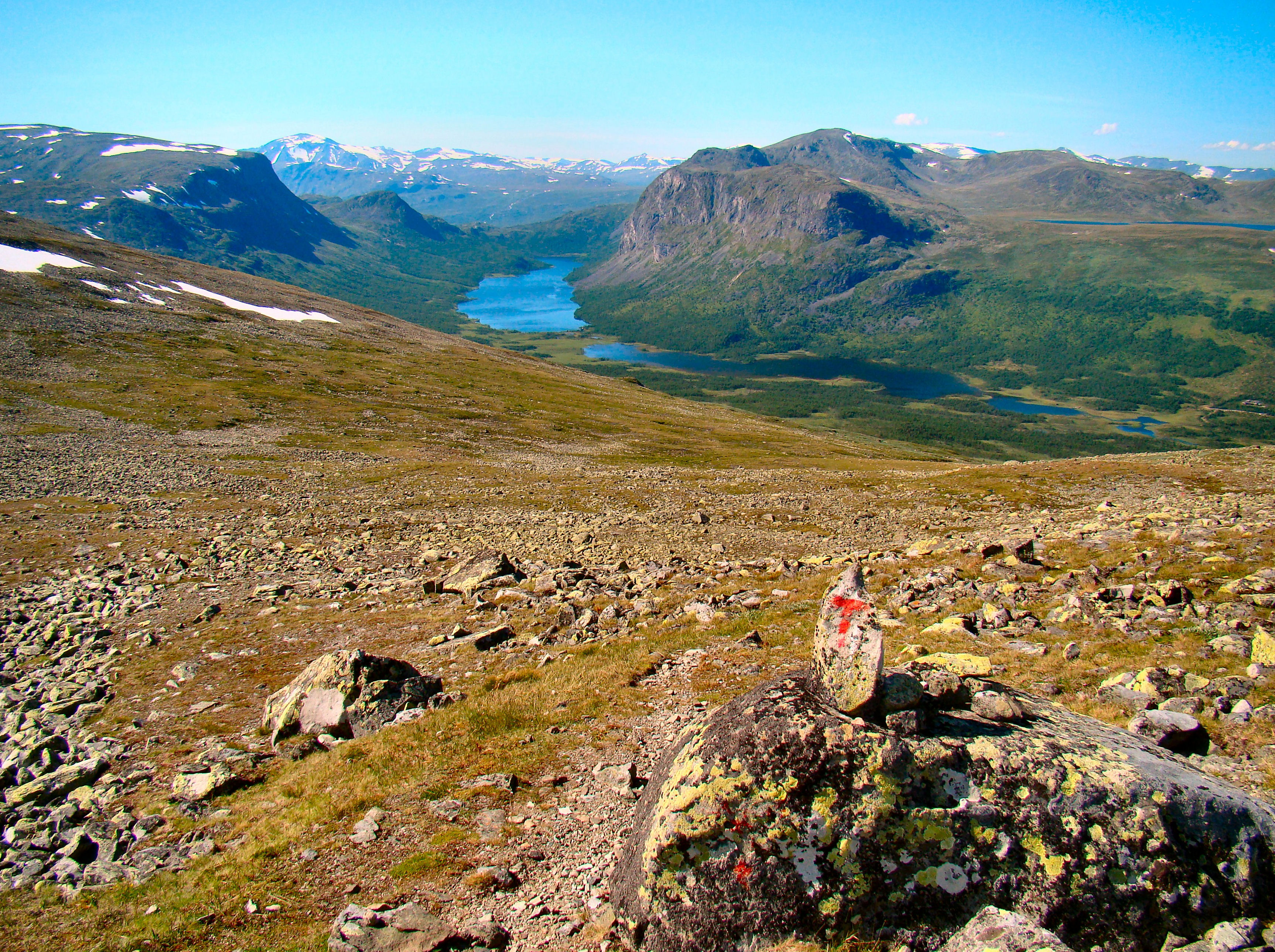
La vallée du Sikkil vue au loin de la montagne du Vangstulkampen

Le Sikkilsdalen, ou vallée du Sikkil, est une vallée de Norvège à l'est du parc national de Jotunheimen. Elle dépend de Nord-Fron dans le comté d'Innlandet. C'est un lieu de pâturage pour les chevaux en été. Le chalet privé de la famille royale norvégienne, Prinsehytta, se trouve dans le Sikkilsdalen. Construit en 1900, la famille royale y passe ses vacances de Noël et de Pâques.